# Anaplasie

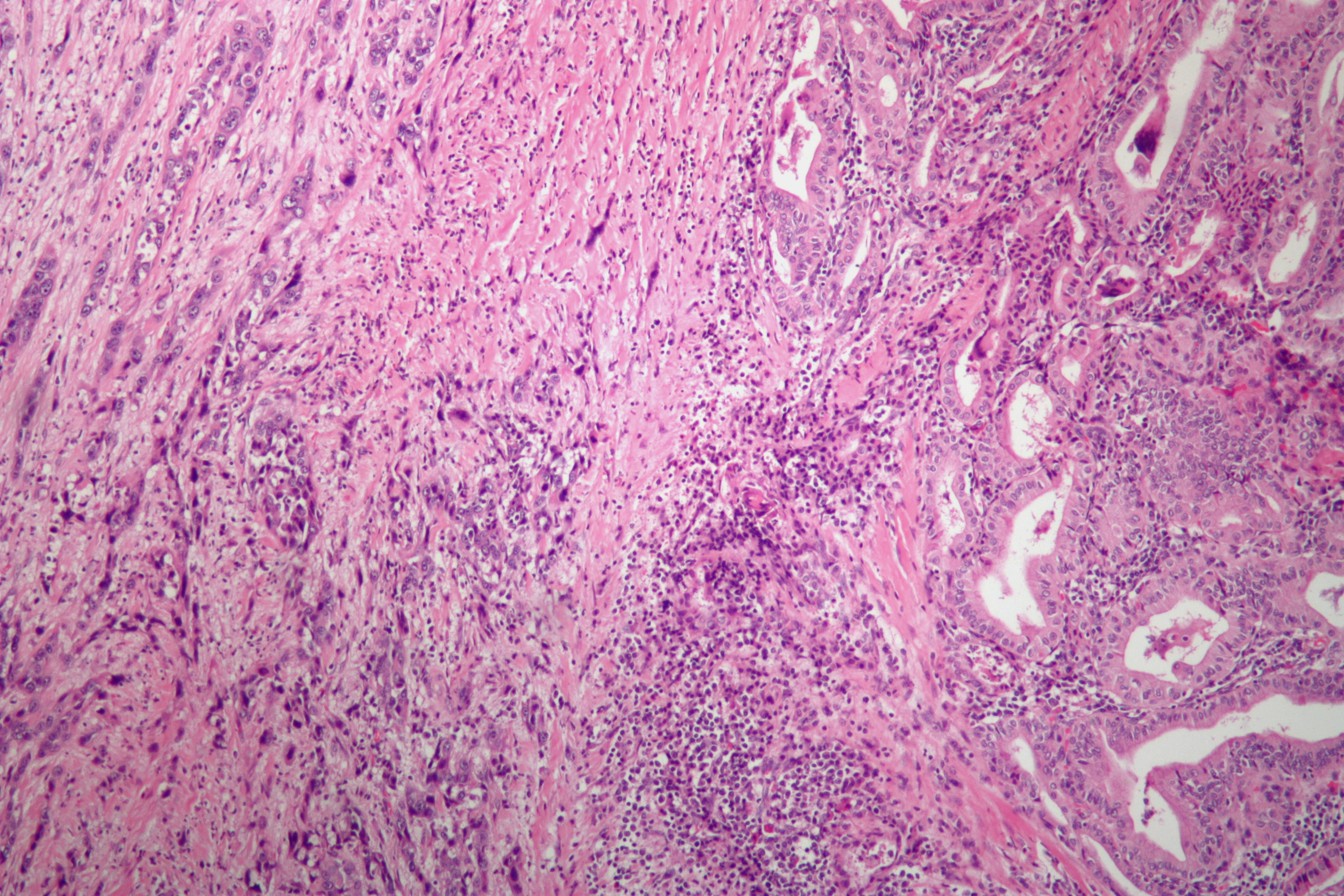
Micrographie à faible grossissement d'un carcinome anaplasique de la thyroïde avec une composante de carcinome papillaire de la thyroïde à cellules hautes.

L'anaplasie est l’absence de différenciation complète des cellules d’un tissu qui de ce fait retournent à une forme immature, moins spécialisée,.
Elle est principalement observée dans les proliférations tumorales malignes où le degré de différenciation peut être faible ou nul. On parle alors de tumeur indifférenciée ou anaplasique. L’anaplasie est donc la perte anormale de certains caractères de différenciation cellulaire, sans pour autant qu’il y ait un véritable retour à l'état de cellule primaire.
Les cellules anaplasiques se divisent rapidement et tant leur aspect que leur fonctionnement ne ressemblent plus à celui des cellules normales de l’organe concerné,. Plus l'anaplasie est importante, plus la tumeur est jugée maligne et le pronostic mauvais.
Comme adjectif, le terme entre souvent dans la dénomination des cancers anaplasiques, tumeurs anaplasiques, lymphomes anaplasiques, etc.